# خوان گالو
خوان گالو (انگلیسی: Juan Abelló؛ زادهٔ ۱۹۴۱) کارآفرین و سرمایه‌دار اهل اسپانیا است.